# Смоська сільська рада
Смо́ська сільська́ ра́да — адміністративно-територіальна одиниця та орган місцевого самоврядування у Прилуцькому районі Чернігівської області. Адміністративний центр — село Смош.

## Загальні відомості
Смоська сільська рада утворена у 1920 році.
- Територія ради: 46,851 км²
- Населення ради: 551 особа (станом на 2001 рік)

## Населені пункти
Сільській раді підпорядковані населені пункти:
- с. Смош
- с. Високе
- с. Заудаївське
- с. Лісове

## Склад ради
Рада складається з 12 депутатів та голови.
- Голова ради: Миколаєнко Олександр Іванович
- Секретар ради: Трегуб Тетяна Іванівна

### Керівний склад попередніх скликань
| Прізвище, ім'я, по батькові   | Основні відомості                                                 | Дата обрання | Дата звільнення |
| ----------------------------- | ----------------------------------------------------------------- | ------------ | --------------- |
| Влахно Віктор Володимирович   | Сільський голова, 1965 року народження, позапартійна              | 26.03.2006   | 31.10.2010      |
| Миколаєнко Олександр Іванович | Сільський голова, 1966 року народження, освіта вища, безпартійний | 31.10.2010   |                 |

Примітка: таблиця складена за даними сайту Верховної Ради України

### Депутати
За результатами місцевих виборів 2010 року депутатами ради стали:

#### За суб'єктами висування
| Суб'єкт висування            | Кількість обраних депутатів | %    |
| ---------------------------- | --------------------------- | ---- |
| Самовисування                | 5                           | 41,7 |
| Партія регіонів              | 4                           | 33,3 |
| Соціалістична партія України | 3                           | 25   |

#### За округами
| № округу                     | Прізвище, ім'я, по батькові    | Дата визнання обраним | Освіта             | Партійна приналежність             | Відомості про обраного депутата                 |
| ---------------------------- | ------------------------------ | --------------------- | ------------------ | ---------------------------------- | ----------------------------------------------- |
| Партія регіонів              |                                |                       |                    |                                    |                                                 |
| 3                            | Походня Вікторія Григорівна    | 31.10.2010            | середня спеціальна | член Партії регіонів               | ФП с. Смош, зававідувач                         |
| 9                            | Кудлай Людмила Михайлівна      | 31.10.2010            | середня спеціальна | член Партії регіонів               | сільська рада с. Ряшки, землевпорядник          |
| 10                           | Сірик Іван Миколайович         | 31.10.2010            | середня            | член Партії регіонів               | тимчасово не працює                             |
| 12                           | Хіміченко Андрій Олексійович   | 31.10.2010            | середня            | член Партії регіонів               | ТОВ «Вепр», єгер                                |
| Соціалістична партія України |                                |                       |                    |                                    |                                                 |
| 2                            | Кугук Вікторія Андріївна       | 31.10.2010            | середня спеціальна | член Соціалістичної партії України | відділен. зв'язкус. Смош, листоноша             |
| 4                            | Мусієнко Любов Олександрівна   | 31.10.2010            | середня            | член Соціалістичної партії України | магазин, прода- вець                            |
| 11                           | Оніщенко Микола Андрійович     | 31.10.2010            | середня            | член Соціалістичної партії України | тимчасово не працює                             |
| Самовисування                |                                |                       |                    |                                    |                                                 |
| 1                            | Миколаєнко Тетяна Вікторівна   | 31.10.2010            | середня            | позапартійна                       | тимчасово не працює                             |
| 5                            | Влахно Лариса Дмитрівна        | 31.10.2010            | середня спеціальна | позапартійна                       | Прилуцька ветлікарня, завідувач пунктом с. Смош |
| 6                            | Трегуб Тетяна Іванівна         | 31.10.2010            | середня спеціальна | позапартійна                       | сільська рада с. Смош, секретар с/ради          |
| 7                            | Оробей Надія Андріївна         | 31.10.2010            | середня спеціальна | позапартійна                       | сільська рада с. Смош, бухгалтер                |
| 8                            | Федоренко Лариса Володимирівна | 31.10.2010            | середня            | позапартійна                       | тимчасово не працює                             |